# Adolf von Hahnke
Adolf von Hahnke (* 3. Juli 1873 in Berlin; † 6. Juli 1936 in Breslau) war ein deutscher Verwaltungsjurist.

## Leben und Beruf
Nach bestandenem Staatsexamen und anschließender Referendarzeit trat er 1896 in den preußischen Justiz- und Verwaltungsdienst ein. Ab 1904 war er als stellvertretender Landrat und Polizeidirektor in Frankfurt (Oder) tätig. Von 1907 bis 1919 war er Landrat des Kreises Osthavelland mit Sitz in Nauen. 1919 erfolgte seine Ernennung zum Oberpräsidialrat beziehungsweise später Vizepräsident am Oberpräsidium der Provinz Brandenburg. Im Zuge der Absetzung der preußischen Staatsregierung Braun-Severing (Preußenschlag) wurde er im Oktober 1932 durch die Regierung Papen zum Regierungspräsidenten des Regierungsbezirkes Liegnitz in der Provinz Schlesien ernannt. 1933 ging er in den einstweiligen Ruhestand. 1934 erfolgte seine Berufung zum Kurator der Universität Breslau und der Technischen Hochschule Breslau.
Er war ein Sohn des preußischen Generalfeldmarschalls Wilhelm von Hahnke (1833–1912) und der Elisabeth Auguste Gräfin von Schlieffen. Er hatte mehrere Geschwister. Sein Bruder Wilhelm (1867–1931) wurde preußischer Generalmajor, Albert (1869–1925), preußischer Oberst, Flügeladjutant Kaiser Wilhelm I., Gustav (1871–1897), deutscher Oberleutnant zur See sowie Oskar (1872–1926), Oberst a. D., Träger des Pour le Mérite.
Seine letzte Ruhestätte fand er auf dem Südwestkirchhof Stahnsdorf.